# Carl Milton Jensen
Carl Milton Jensen (født 16. juni 1855 i Slagelse, død 17. januar 1928 i Højbjerg ved Aarhus) var en dansk maler.
Milton Jensen fik sin første uddannelse hos faderen Christian Vilhelm Jensen der var dekorationsmaler. Han kom til København i 1873 for at uddanne sig til dekorationsmaler. En tid arbejdede han som terrakottamaler hos G. Hesse, samtidig med at han besøgte Teknisk Skole. Herfra dimitterede han til Kunstakademiet, hvor han gik fra oktober 1874 til april 1880, uden at tage afgang. 
Han har udstillet på Forårsudstillingen ved Charlottenborg fra 1879 til 1917 og har desuden haft en række separatudstillinger, i København 1916, i Aarhus 1906, 1917, 1919 og 1920 og i Randers 1922. 1892 fik han Den Sødringske Opmuntringspræmie for Solskinsdag i Udspringstiden.
Milton Jensen var i mange år bosat i Randers, hvor han udførte flere dekorative opgaver, 1893 flyttede han til Aarhus, hvor han vandt sig en talrig beundrerskare med sine stemningsfulde skildringer af den jyske natur, bl.a. Marselisborgskovene, Himmelbjergsøerne, klitlandskaber på Fanø og lyngpartier fra Salling og Troldheden. Han har desuden leveret tegninger til Martinus Galschiøts Danmark i Skildringer og Billeder.

## Billeder
| - Værker af Carl Milton Jensen - Studie af en gråand, 1878 - Frederik VII's Kanal eller Løgstør Kanal , 1884 - Hedelandskab, 1881 eller 1891 Randers Kunstmuseum. |

| - Skib i solnedgang, 1896 - Kysten ved Moesgård Strand, 1898 - En skovbåd ved kysten syd for Aarhus, 1899 - Landskab med udsigt til Marselisborg Slot ved Aarhus, 1907 - Klitterne ved Kandestederne, Skagen, 1908 - Kuperet landskab ved Silkeborgsøerne, 1908 - "Jægergården", 1910 Den Gamle By. - Parti fra en vandmølle, 1911 - Gårdsplads med dreng, der vander køerne, 1918 - Strandparti fra Vesterhavet, 1919 - Klitlandskab, 1921 - Landskab med solnedgang ved Kalø Slotsruin Mellem 1873 og 1928 - Parti med Aarhus' gamle banegård, udateret |